# Politica Mexicului
Statele Unite Mexicane sunt o republică reprezentativă, democratică federală, al cărui guvern este bazat într-un sistem prezidențial, în care președintele Mexicului este atât șef al statului, cât și șef al guvernului, într-un sistem pluripartid. Guvernul federal reprezintă Statele Unite Mexicane, fiind împărțit în trei direcții: executiv, legislativ și judiciar, în conformitate cu Constituția Politică a Statelor Unite Mexicane, publicată în 1917. Statele constituiente federației de asemenea trebuie să aibă o formă republicană de guvern, bazat într-un sistem de congrese, în conformitate cu ceea ce s-a stabilit la respectivele constituții.
Puterea executivă este independentă de cea legislativă și este condusă de Președinte, consiliat de cabinetul de miniștri, cei care se numesc oficial secretari de Stat. 
Puterea legislativă o reprezintă Congresul Uniunii, un corp legislativ bicameral compus din Senatul Republicii și Camera Deputaților.
Puterea judiciară este reprezentată de justiție, conformată pe Curtea Supremă de Justiție a  Națiunii, Consiliul Judecătoriei Federale și tribunalele colegiale, unitare și districte. În mod clar, codul electoral din  Mexic, stabilește că numai partidele politice pot să prezinte registrul candidaturilor la nivel municipal, statal și federal.Într-o formă clară și concisă, codul electoral din Mexic, stabilește că numai partidele politice pot să prezinte registrul candidaturilor la nivel municipal, statal și federal, excluzând  definitiv candidaturile independiente. De asemenea,stabilește explicit codul electoral mexican, că toată asociația politică nu poate participa în procesele electorale, așa cum rămâne exclusă orice asociație civilă sau cetățenească, interzicând ca asociațiile politice să nu se poată uni sau fuziona, pentru a participa în procesele electorale.
În politica Mexicului trei au fost partidele politice dominante: Partidul de Acțiune Liberală (PAN), Partidul Revoluției Democratice(PRD) și Partidul Revoluționar Instituțional (PRI), ultimul fiind cel mai vechi din cele trei și cel care  fusese la putere în cea mai mare parte a sec.XX.

## Puterile uniunii
Guvernul federal, denumit constituțional Suprema Putere a Federației, este constituit din cele trei puteri ale Uniunii: executivă, legislativă și judiciară. Ciudad de Mexic, ca și capitală a federației, este Districtul Federal și sediul puterilor Uniunii.

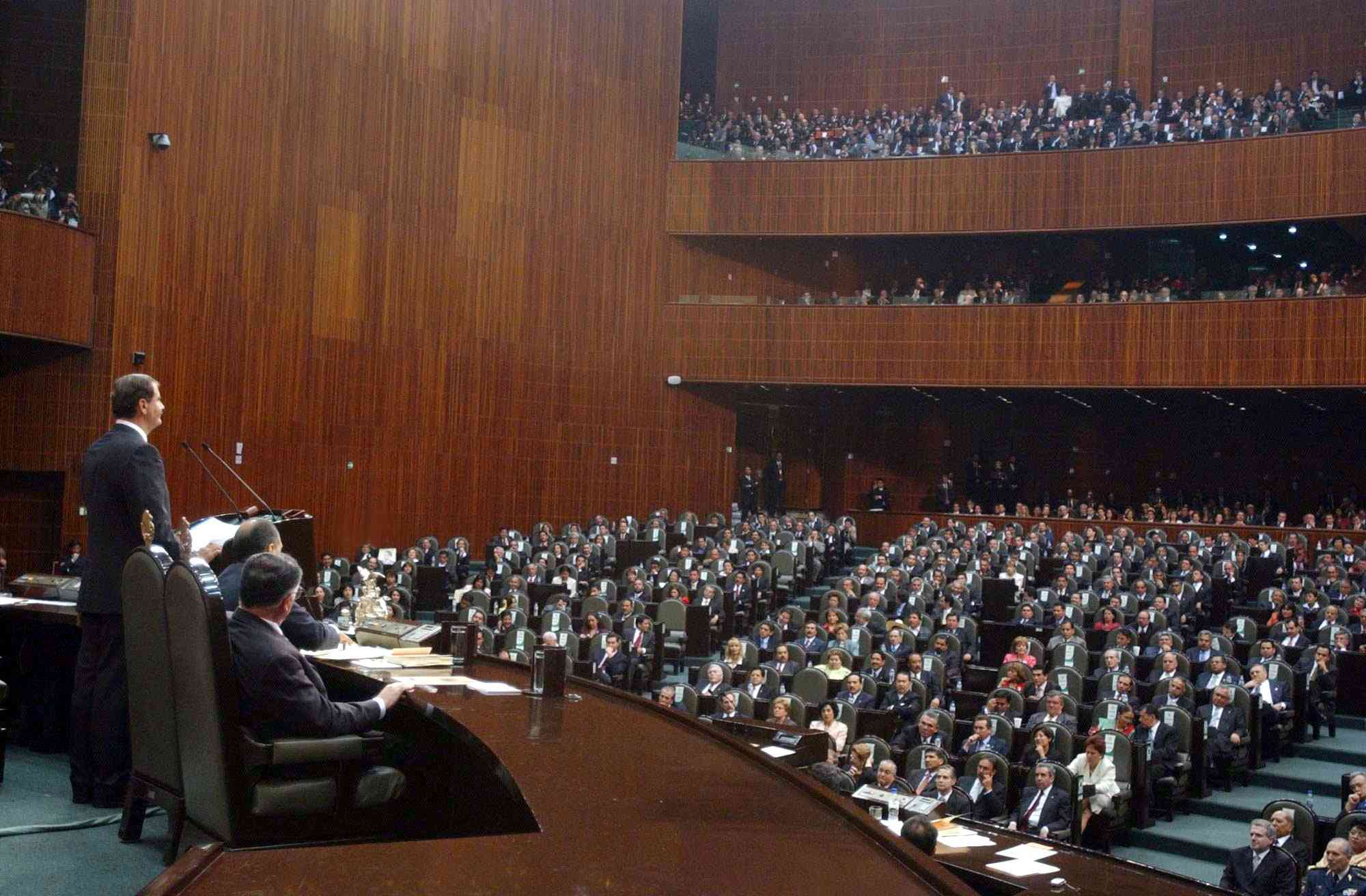
Palatul San Lazaro, Camera Deputaţilor.

Cele cinci circumscripţii naţionale pentru alegerea deputaţilor plurinominali.

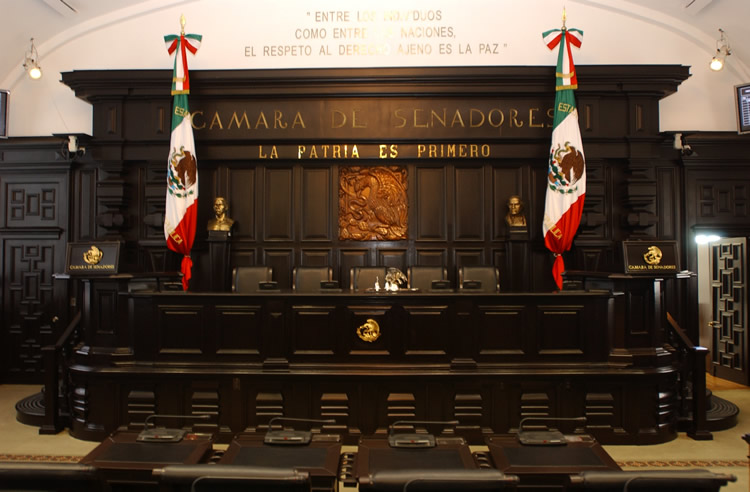
Senatul Republicii.

### Puterea legislativă
Puterea legislativă este reprezentată de Congresul Uniunii, un congres bicameral constituit din Senatul Republicii și Camera Deputaților. Printre prerogativele Congresului Uniunii se regăsește și aprobarea legilor și impozitelor,declararea de război, aprobarea bugetului național, aprobarea sau respingerea tratatelor și convențiilor cu alte națiuni, precum și ratificarea numirilor diplomatice. Senatul se ocupă de tot ce este relaționat cu politica externă, aprobă acordurile internaționale și confirmă numirile funcțonarilor publici ce le face președintele.
Camera Deputaților se ocupă de tot ce este relaționat cu bugetul și cheltuielile federale.